# Îles Saint-Marcouf
Die Îles Saint-Marcouf bilden ein aus den beiden Inseln Île de Terre und Île du Large bestehender Archipel vor der französischen Normandie-Küste im Ärmelkanal. Ursprünglich hießen die Inseln Duolimonis und wurden nach dem heiligen Markulf (franz. Saint Marcouf) benannt.

## Geografie

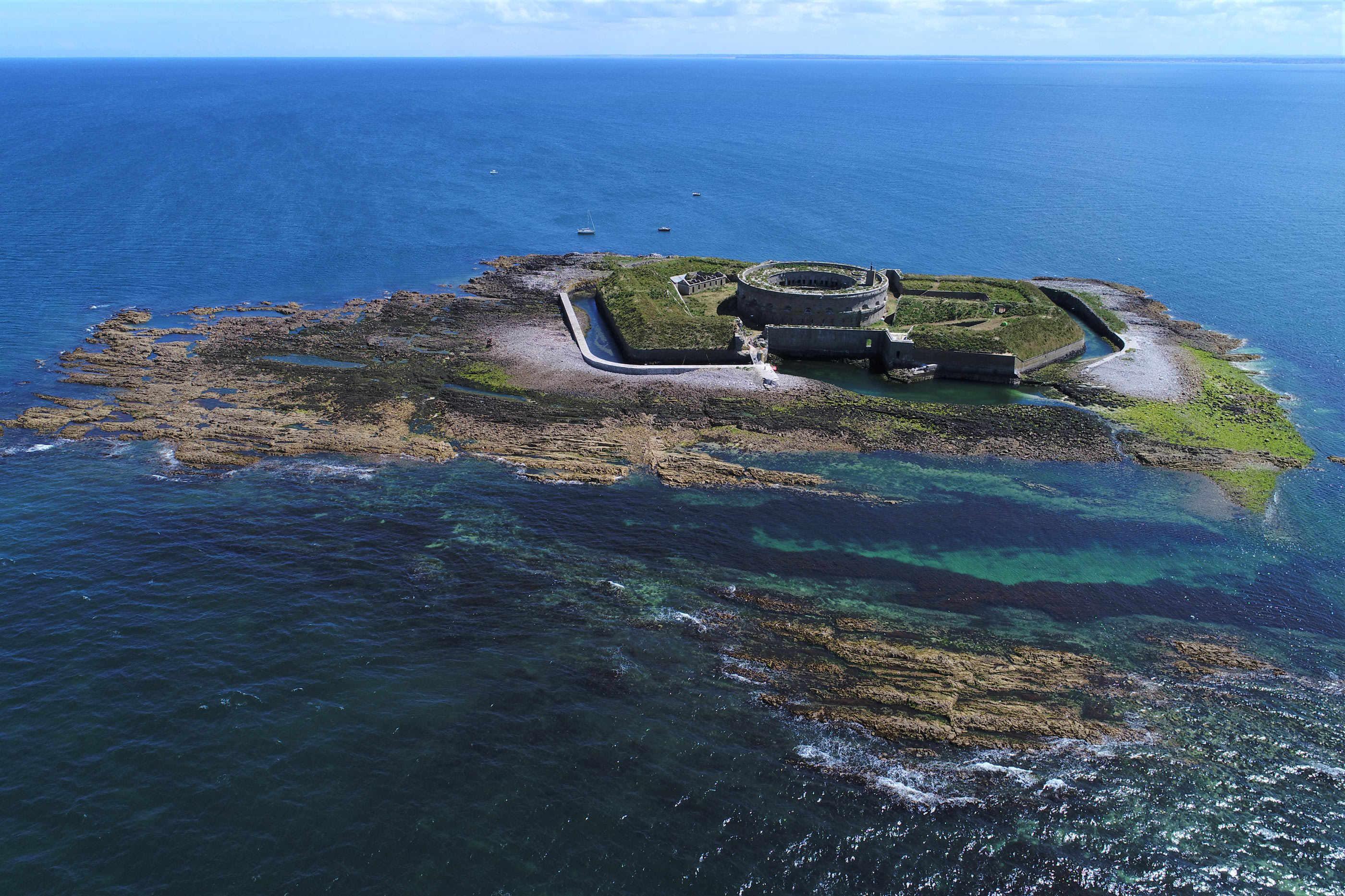
Île du Large

Die Inseln liegen ungefähr 7 Kilometer vor der Ostküste der Halbinsel Cotentin und gehören zur Gemeinde Saint-Marcouf. Die größere Insel, die Île du Large, liegt rund 500 Meter östlich von der kleineren Île de Terre. Die beiden Inseln sind etwa 1.400 Hektar groß und ragen maximal zehn Meter aus dem Wasser.
Die Inseln bestehen aus armorikanischem Sandstein und liegen damit im armorikanischen Massiv.
Seit dem 30. April 1987 sind die Inseln nach einer Entscheidung des Präfekts des Département Manche an die Gemeinde Saint-Marcouf angegliedert worden. Der Archipel ist Eigentum des französischen Staates. Der Zugang zur Île du Large ist aus Sicherheitsgründen verboten. Der Zugang zur Île de Terre ist ebenfalls nicht erlaubt, da es sich um ein Vogelschutzgebiet handelt.

## Geschichte

### Britischer Besitz
1795 eroberten die Engländer den Archipel und behinderten den Warenverkehr in der Baie de Seine: Die aus Le Havre oder aus Cherbourg-Octeville auslaufenden Schiffe wurden angehalten, und deren Fracht wurde überprüft.
Bei den Inseln kam das erste Kriegs-U-Boot im Jahre 1800 auf Anweisung von Napoleon zum Einsatz. Das von Robert Fulton gebaute U-Boot Nautilus versuchte die Inseln anzugreifen, scheiterte aber.

### Französischer Besitz
Im Rahmen des Friedens von Amiens wurden die Inseln 1802 an Frankreich zurückgegeben. Napoléon ließ die größere Insel zu einer Festung mit Fort ausbauen, um jegliche Erstürmung zu verhindern.

### Im Zweiten Weltkrieg
Drei Wochen vor der Landung der Alliierten in der Normandie im Jahr 1944 wurde vermutet, dass sich auf den Inseln ein schwer bewaffneter deutscher Vorposten befinden könnte. Am D-Day, um 4.30 Uhr, schwamm ein Kommando zu den Inseln, und konnte feststellen, dass sich keine Deutschen dort befanden. Um 5.30 Uhr landete eine gemischte Einheit und die Inseln wurden von den Amerikanern besetzt.